# Endocoxelus
Endocoxelus is een geslacht van kevers uit de familie somberkevers (Zopheridae). De wetenschappelijke naam van het geslacht werd in 1876 gepubliceerd door Charles Owen Waterhouse.

## Soorten
Deze lijst is mogelijk niet compleet.
- E. borbonicus Vinson, 1953
- E. variegatus Waterhouse, 1876